# Socket 7
Socket 7 je patice (konektor) pro procesory x86 kompatibilní, která se pájí na základní desky osobních počítačů. Je nástupcem Socketu 5 a je s ním zpětně kompatibilní, procesor do Socketu 5 šel umístit do Socketu 7. Lze ji používat jak s procesory Intel Pentium, tak i s procesory AMD, Cyrix, IDT (procesory WinChip) a další. Proti Socketu 5 má více pinů a možnost duálního napájení (i když ho všichni výrobci nepodporovali). Jako jediný Socket podporoval mnoho výrobců a frekvencí CPU.
Obsahoval 321 pinů (uspořádáno 19x19), výjimečně 296 pinů (uspořádáno 17x17).

## Podporované procesory
- 2,5 V – 3,5 V Pentium (75-200 MHz) a Pentium MMX (166 – 233 MHz)
- AMD K5 - K6
- Cyrix 6x86 (a MX)
- P120 - P233 celá IDT WinChip série (180 - 250 MHz)
- procesory MP6 společnosti Rise Technology

Později AMD vytvořilo pro své procesory AMD K6-II a AMD K6-III vylepšenou verzi Super Socket 7, která umožňovala vyšší frekvence a podporovala AGP.